# Едуард Харлі, 2-й граф Оксфорд і граф Мортімер
Едуард Харлі (англ. Edward Harley; 2 червня 1689 - 16 червня 1741, Лондон, Велика Британія) — британський аристократ, 2-й граф Оксфорд і граф Мортімер з 1724 (у 1711-1724 носив титул ґречності лорд Харлі). Книголюб і покровитель мистецтва. Засідав у Палаті громад у 1711-1714 та 1722-1724, пізніше зайняв своє місце у Палаті лордів.
З 1713 одружений з Генрієттою Кавендіш-Голлз, дочкою Джона Голлза, 1-го герцога Ньюкасл-апон-Тайн. У шлюбі народилися дочка Маргарет (1715-1785, дружина Вільяма Бентінка, 2-го герцога Портленда) і син Генрі (народився і помер у 1725).